# 크림 공격
크림 공격에 대한 문서이다.
2022년 7월부터 러시아가 우크라이나를 침공하는 동안 러시아군이 남부 우크라이나에 공세를 시작한 곳인 러시아가 점령한 크림반도에서 일련의 폭발과 화재가 발생했다. 2014년부터 점령된 크림반도는 러시아의 헤르손주 점령과 러시아의 자포리자주 점령을 위한 기지였다.
블라디미르 푸틴 대통령은 크림반도를 '성지'라고 불렀다. 러시아 안보리 부의장 드미트리 메드베데프는 2022년 7월 크림에 대한 공격의 결과는 "심판의 날은 그곳에서 그들 모두에게 동시에 올 것이다. 매우 빠르고 무거울 것이다. 숨기기 어렵다"라고 말했다.

## 같이 보기
- 2022년 헤르손 역공세
- 크림반도의 역사
- 2023년 우크라이나 역공세